# Кам'янка (Софіївська селищна громада)
Ка́м'янка — село в Україні, у Софіївській селищній громаді Криворізького району Дніпропетровської області. Колишній центр Кам'янської сільської ради. 
Населення — 888 мешканців.

## Географія

Річка Кам’янка

Село Кам'янка знаходиться на березі річки Кам’янка (в основному на лівому березі), вище за течією на відстані 2,5 км розташоване село Олексіївка, нижче за течією на відстані 1,5 км розташоване село Ізлучисте. На річці кілька загат, у т.ч. Кам'янське водосховище.
Відстань до центру селищної громади становить понад 14 км і проходить автошляхом Н11.

## Історія
Село було єврейською землеробською колонією.
Станом на 1886 рік у колонії євреїв Михайлівської волості Херсонського повіту Херсонської губернії мешкало 734 особи, налічувалось 66 дворів, існували синагога, єврейський молитовний будинок та лавка, відбувалось 5 ярмарків на рік та базари щонеділі.
Єврейське населення замордовано нацистами під час окупації у Другу світову війну.
У 1949 головою Кам'янської  сільради була Ямпольська

## Населення

### Мова
Розподіл населення за рідною мовою за даними перепису 2001 року:
| Мова            | Кількість | Відсоток |
| --------------- | --------- | -------- |
| українська      | 850       | 95.72%   |
| російська       | 27        | 3.04%    |
| вірменська      | 3         | 0.34%    |
| гагаузька       | 2         | 0.23%    |
| інші/не вказали | 6         | 0.67%    |
| Усього          | 888       | 100%     |

## Економіка
- ТОВ «Кам'янське».

## Об'єкти соціальної сфери

Школа

- Школа.
- Дитячий садочок.
- Амбулаторія.
- Клуб.

## Відомі люди
- В селі проживав відомий єврейський купець-винахідник Костянтин Григорович Гончаров.
- Рабинович Самуїл Павлович.

## Інтернет-посилання
- Погода в селі Кам'янка [Архівовано 21 грудня 2011 у Wayback Machine.]